# Reserva municipal de inmovilización Cordillera de Mochara
La Reserva Cordillera de Mochara, cuyo nombre oficial es Reserva municipal de inmovilización Cordillera de Mochara es un área protegida de Tupiza, al sur de Bolivia. Alberga al Guanaco andino (Lama guanicoe), camélido silvestre, especie en peligro crítico de extinción. Es una región montañosa que contiene bienes y servicios ecosistémicos, y patrimonio cultural. Existen campamentos mineros abandonados y arte rupestre perteneciente a culturas pre colombinas dentro los límites del área.
Algunas de las especies de flora más relevantes son la Polylepis tomentella, Puya yakespala, Prosopis ferox, Trichocereus pasacana y Azorella compacta. 
Según la ley sus objetivos de creación son:
- Preservar y garantizar la provisión de los bienes y servicios ambientales que genera la Cordillera para la población local y zonas de influencia externa.
- Conservar el hábitat y la población del Guanaco Altoandino (Lama guanicoe) para garantizar su viabilidad reproductiva y genética, de la única población andina registrada en Bolivia.
- Conservar el medio ambiente ecológicamente saludable para garantizar la vida y las actividades productivas de las comunidades locales relacionadas con sus usos y costumbres.
- Proteger los grabados rupestres de la comunidad Mochara Mayo, para contribuir a la conservación del patrimonio cultural tangible del Municipio de Tupiza.[2]

## Nivel de protección
Está protegida por la Ley Municipal N° 560/2021 del 16 de noviembre de 2021.